# Romano Schmid
Pour les articles homonymes, voir Schmid.
Romano Schmid, né le 27 janvier 2000 à Graz en Autriche, est un footballeur autrichien qui joue au poste de milieu offensif au Werder Brême.

## Biographie

### En club
Le 3 janvier 2019, Romano Schmid s'engage en faveur du Werder Brême. Un mois plus tard, le 5 février 2019, Schmid est prêté au Wolfsberger AC jusqu'à la fin de la saison.

### En équipe nationale
Avec les moins de 17 ans, il inscrit huit buts, et délivre quatre passes décisives. Il participe avec cette équipe au championnat d'Europe des moins de 17 ans en 2016. Lors de cette compétition, il joue quatre matchs. Il s'illustre lors du premier tour en inscrivant un but contre l'Ukraine, mais également en délivrant deux passes décisives. L'Autriche s'incline en quart de finale face au Portugal.
Avec les moins de 19 ans, il inscrit quatre buts, contre Chypre, la Suède, le Danemark, et enfin la Slovénie.
Le 7 juin 2024, il fait partie de la liste des 26 joueurs convoqués par Ralf Rangnick pour disputer l'Euro 2024. Le 25 juin, il inscrit son premier but en sélection face aux Pays-Bas lors du dernier match de poules. 

## Palmarès
Werder Brême
- Championnat d'Allemagne de deuxième division
  - Vice-champion : 2022